# Puerto Quijarro
Puerto Quijarro es una pequeña ciudad y municipio fronterizo de Bolivia, con la ciudad de Corumbá al este del Brasil, ubicada en la provincia de Germán Busch, al sureste del Departamento de Santa Cruz. Se encuentra sobre la frontera con Brasil, presenta un clima tropical ya que se encuentra en el Pantanal boliviano, su economía se basa principalmente en la exportación de cereales y derivados por sus puertos, así como intercambio comercial con la cercana ciudad brasileña de Corumbá. El Canal Tamengo es una importante vía navegable que une la ciudad al río Paraguay con la Laguna Cáceres y donde se asientan la mayor infraestructura de navegación fluvial de Bolivia, por lo que ha sido declarada como Capital Portuaria de Bolivia. 
El municipio tiene una superficie de 1430 km² y cuenta con una población de 16 659 habitantes (INE 2012), teniendo una de las tasas más altas de crecimiento demográfico en el departamento de Santa Cruz con 5,23 %. La mayor parte de su población tiene origen chiquitano, sin embargo dentro del Distrito Urbano Arroyo Concepción existe una mayoría de inmigrantes del occidente del país, además de una pequeña minoría de brasileros.

## Historia
Después de la independencia de Bolivia en 1825, el primer hombre en navegar y explorar la zona fue Miguel Suárez Arana, fundador de Puerto Suárez en el año 1875 y de Puerto Pacheco en 1885.
Una vez construido el muelle sobre la Laguna Cáceres en Puerto Suárez, las primeras embarcaciones fueron llegando al lugar, transportando mercadería desde los puertos internacionales de Europa y Norteamérica. Así fue como el año 1900, el capitán inglés Henry Bolland alquiló la embarcación del comerciante Elías El Hage, con el cual explora las corrientes del Río Paraguay y los márgenes de la Laguna Cáceres, fundando el 21 de noviembre de dicho año un puerto, al que nombra de Quijarro, en honor a Antonio Quijarro, quien había pagado los gastos de dicha exploración.
El 30 de septiembre de 1991 se creó la segunda sección municipal de la provincia de Germán Busch mediante la Ley N.º 1263, durante el gobierno del presidente Jaime Paz Zamora, desprendiéndose del municipio de Puerto Suárez.

## Clima
El clima de Puerto Quijarro puede ser clasificado como clima tropical de sabana (Aw), de acuerdo con la clasificación climática de Köppen.
| Mes                         | Ene   | Feb   | Mar   | Abr   | May  | Jun  | Jul  | Ago  | Sep  | Oct  | Nov   | Dic   | Año    |
| --------------------------- | ----- | ----- | ----- | ----- | ---- | ---- | ---- | ---- | ---- | ---- | ----- | ----- | ------ |
| Temperatura Media °C        | 27    | 26.5  | 26.7  | 26    | 23.1 | 21.1 | 21.8 | 22.7 | 24.2 | 26.6 | 27    | 27.2  | 25     |
| T. Mínima Absoluta °C       | 14.6  | 15.3  | 12.4  | 13    | 6.2  | 6    | 1.4  | 4.6  | 9.2  | 11.6 | 14    | 16.2  | 1.4    |
| T. Mínima Media°C           | 23.2  | 23.2  | 23.5  | 21.6  | 20.6 | 17.2 | 18.7 | 18.1 | 19.7 | 21.9 | 22.7  | 23.1  | 21.1   |
| T. Máxima Media °C          | 32.7  | 32.4  | 31.9  | 30.6  | 28.1 | 26.2 | 26.9 | 28.4 | 31   | 32.1 | 33.1  | 32.9  | 30.5   |
| T. Máxima Absoluta °C       | 37.5  | 38.3  | 37.1  | 36.2  | 34.3 | 33.2 | 34.4 | 36.8 | 38.4 | 40.5 | 39.9  | 39.6  | 40.5   |
| Prec. Média mm              | 207.1 | 122.7 | 137.7 | 78    | 53.4 | 30.5 | 29.2 | 32.4 | 47   | 82   | 144   | 154.2 | 1118.2 |
| Prec. Máxima 24h mm         | 1449  | 76.3  | 88.7  | 119.8 | 76.7 | 46.6 | 60.7 | 75.9 | 54.8 | 57.6 | 101.6 | 68.6  | 144.9  |
| Humedad relativa del aire % | 78.3  | 80.8  | 81.6  | 78.5  | 80.9 | 79.2 | 72.4 | 72.6 | 72.5 | 71.8 | 75.7  | 77    | 76.8   |

## Demografía
De acuerdo con el censo boliviano de 2024, la población del municipio de Puerto Quijarro es de 17 826 habitantes.
La población del municipio aumentó más del doble entre 1992 y 2024:
| Año  | Habitantes (municipio) | Fuente |
| ---- | ---------------------- | ------ |
| 1992 | 7.932                  | Censo  |
| 2001 | 12.903                 | Censo  |
| 2012 | 16.659                 | Censo  |
| 2024 | 17.826                 | Censo  |

## Transporte
Una carretera y una línea ferroviaria conectan a Puerto Quijarro con el resto de Bolivia, lo que ha acelerado su crecimiento. Debido a la gran actividad comercial, numerosas empresas se han asentado en su jurisdicción.
El puerto más importante dentro del municipio de Puerto Quijarro es Puerto Aguirre, localizado en el canal de Tamengo, entre Puerto Quijarro y Puerto Suárez. Además, cuenta con la Base Naval Tamarinero, donde está asentado el 5.º distrito naval, y la empresa Gravetal S.A. tiene su propio exportador de granos. Estos puertos son actualmente la salida soberana de Bolivia al océano Atlántico por la Hidrovía Río Paraguay-Paraná-La Plata.
Además, dentro de su jurisdicción municipal se encuentra la «Estación de Medición Mutún», donde se exporta el gas boliviano hacía el Brasil.

## Economía
Puerto Quijarro se dedica principalmente al comercio, ya sean de productos brasileños o bolivianos. También existe movimiento por las divisas de las monedas del Real (Brasil) y Dólar (EE. UU.), por ser una ciudad fronteriza con la ciudad brasilera de Corumbá. El municipio es una zona de tránsito, los centros comerciales ofrecen toda clase de artículos.
La producción de hortalizas y frutas de Puerto Quijarro se vende en el Brasil. Así mismo, el turismo ha tenido un crecimiento significativo los últimos años, basado en la atracción natural del Pantanal boliviano.
Las empresas más grandes en el municipio son:
- Gravetal S.A.
- Itacamba Cemento S.A.
- Nutrioil
- Shopping China

Así mismo, se han instalado grandes centros de acopio de granos y se produce un intenso tráfico de barcazas, que transportan el grano hacia puertos internacionales.